# Eduard Cerhak
Das Textilunternehmen Eduard Cerhak war ein bedeutender Handelsbetrieb auf dem Gebiet des Tuchhandels in Österreich-Ungarn, mit Sitz in Jägerndorf, dem heutigen Krnov in Tschechien.
Der Unternehmensname (Firma) geht auf Eduard Cerhak († 14. Juni 1923 in Jägerndorf) zurück, der im letzten Viertel des 19. Jahrhunderts das Unternehmen gegründet und ausgebaut hatte.

## Geschichte

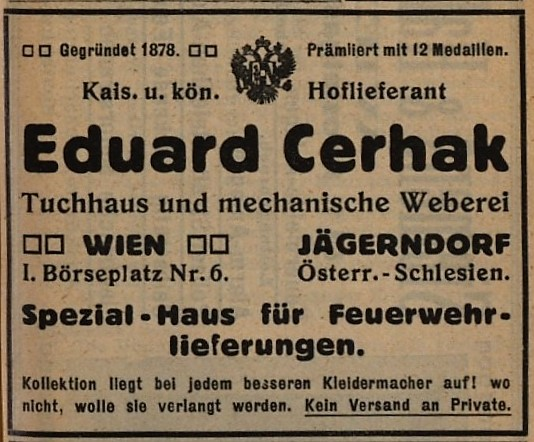
Annonce von Eduard Cerhak, Wien 1913

Die Tuchfabrikation in Österreich-Ungarn, deren Anfänge mehrere Jahrhunderte zurückreichen, hatte ihren Sitz in den nördlichen Ländern der Monarchie, und zwar hauptsächlich in Böhmen, Mähren und Schlesien. Wie alle Zweige der Textilindustrie, hatte sich auch die Tucherzeugung aus der Hausindustrie allmählich zu einer ausgedehnten fabrikmäßig betriebenen Produktion entwickelt, deren Wachstum mit dem Fortschritt der Technik Hand in Hand ging.
Mit dieser Entwicklung der Industrie kam auch der Tuchhandel zu lebhafter Entfaltung und bildete ein wichtiges Glied im Wirtschaftsleben der Monarchie.
Eduard Cerhak in Jägerndorf nahm im Tuchhandel eine hervorragende Stellung ein. Cerhak gründete am 1. Jänner 1878 in Olmütz ein Tuchgeschäft. Dieses neugegründete Unternehmen dehnte sich bald aus, sodass Cerhak 1888 eine Filiale in Jägerndorf errichtete.
Der Schwerpunkt des Geschäftes wurde in der Folge immer mehr nach Jägerndorf gerückt und der Inhaber sah sich 1890 veranlasst, den Hauptsitz nach Jägerndorf zu verlegen und das Olmützer Geschäft zu verkaufen. Von dieser Zeit an nahm das Geschäft einen großen Aufschwung und entfaltete sich stetig. Ein großes Warenhaus wurde gebaut und im Juni 1899 bezogen. Das Warenhaus war mit den damals modernsten Einrichtungen versehen und in baulicher Hinsicht ein architektonisch besonderer Bau der Stadt. Eine eigene mechanische Kammgarnweberei mit elektrischem Betrieb wurde um 1900 errichtet. Diese wurde allerdings nur nebenbei betrieben und diente zur Herstellung von Spezialartikeln.
Insbesondere mit der Erzeugung der k.k. ausschließlich priv. Universal-Feld- und Lager-Wolldecken, Cerhak-Decken benannt, erwarb sich das Unternehmen einen Weltruf. Diese Spezialität der Erzeugung fand in der k.u.k. österreichisch-ungarischen Armee erprobte Verwendung. Bei elf hervorragenden Ausstellungen des In- und Auslandes wurde Cerhak mit ersten Preisen prämiert. Der Inhaber wurde auch als k.u.k. Hoflieferant ausgezeichnet.
Cerhak trug Fürsorge für seine Mitarbeiter. Für die Mehrzahl schloss er Lebensversicherungen auf respektable Beträge ab und bezahlte die Prämien; die Polizzen blieben uneingeschränktes Eigentum der Versicherten.
1922 bestand das Unternehmen noch.